# Richard Heydorn
Richard Huesmann Wilhelm Heydorn (* 25. Februar 1910 in Hamburg; † 3. Mai 1943 in Brest-Litowsk) war ein deutscher Afrikanist.

## Leben und Wirken
Richard Heydorn war der älteste Sohn des Theologen Wilhelm Heydorn, der seinen Sohn zunächst selbst unterrichtete. Er interessierte sich früh für fremde Kulturen und Länder und besuchte ab 1925 die Untersekunda des Realreformgymnasiums in Blankenese, die er vor der Abiturprüfung verließ. Da er als äußerst begabter Pianist galt, studierte er Musik am Vogt’schen Konservatorium in Hamburg und begleitete als Jugendlicher Gottesdienste des Vaters auf der Orgel. Heydorn plante, die Reifeprüfung später zu absolvieren und besuchte daher die Unterrichtsanstalt Jessen. Dort machte er Bekanntschaft mit Fatima Massaqoui, der Tochter des liberianischen Konsuls Momolu Massaquoi. Beide lebten für einige Zeit unverheiratet miteinander. Da diese Freundschaft ein Interesse für Afrika geweckt hatte, legte er im Herbst 1931 die Abiturprüfung am Provinzialschulkollegium Schleswig ab. Anschließend studierte er vom Wintersemester 1931/32 bis zum Sommersemester 1933 Afrikanische Sprachen an der Universität Hamburg. Zu seinen Lehrern gehörte insbesondere Carl Meinhof.
Da er den Reichsarbeitsdienst unbedingt umgehen wollte, setzte Heydorn das Studium 1933 in Paris fort und zog ein Jahr später nach Liberia. Hier blieb er fünf Jahre und arbeitete an seiner Dissertation. In Pendembu nahe Sierra Leone unterrichtete er drei Jahre für die „USA Holy Cross Mission“ und beriet zu Sprachen. In den Ferien reiste er lange Zeit durch das Hinterland Afrikas und sammelte Material zu seinerzeit nahezu oder gänzlich unerforschten Sprachen und Dialekten. Dazu gehörten Bandi, Loma und Kisi, die Heydorn erstmals lexikalisch und grammatikalisch beschrieb. Außerdem archivierte er Quellen zur Völkerkunde.
Heydorn hatte eine musikalische Begabung, die er nutzte, um afrikanische Sprachen zu lernen und beschreiben. Graham Greene, der sich auf Safari durch Westafrika befand, reiste einige Zeit mit Heydorn und beschrieb dessen Arbeitsweise in seinem Buch Journey without maps. Da die liberianische Bevölkerung das Deutsche Reich und dessen koloniale Bestrebungen ablehnte, wies sie 1938 alle deutschen Staatsbürger aus. Somit musste auch Heydorn das Land verlassen. Er lebte noch einige Zeit im Holy-Cross-Kloster im Grenzgebiet von Liberia, Sierra Leone und Französisch-Guinea und zog im Januar 1939 zurück nach Hamburg.
An der Hamburger Universität studierte Heydorn anschließend Afrikanistik bei August Klingenheben, Völkerkunde bei Franz Termer und Phonetik bei Giulio Panconcelli-Calzia. 1939 reichte er eine Dissertation über „Die Sprache der Bandi im nordwestlichen Liberia, Grammatik und Texte“, die 1940/41 veröffentlicht wurde. Weitere linguistische Publikationen über Vai, Bandi und Manya erschienen in Aufsatzform, teilweise nach seinem Tod und vorheriger Bearbeitung durch andere Autoren.
Heydorn arbeitete danach für kurze Zeit in der Bibliothek der Deutschen Kolonialgesellschaft in Berlin. Ab dem 1. September 1940 musste er in der Dolmetscher-Lehr-Abteilung Kriegsdienst leisten. Am 25. Juni 1942 heiratete er Waltraut Meier. Im Februar 1943 wurde er als Panzergrenadier an die Ostfront abkommandiert, wo er bei einem Sturmangriff am 30. Mai desselben Jahres schwere Verletzungen erlitt. Er starb vier Tage später in einem Lazarett.
Seinen Sohn Horst-Richard, der im September 1943 zur Welt kam, lernte Richard Heydorn nicht mehr kennen.